# Angelo Rojch
Angelo Rojch (Galtellì, 25 de març de 1935) és un polític sard. Es llicencià en pedagogia i milità a la Democràcia Cristiana Italiana, partit amb el qual fou elegit diputat a les eleccions regionals de Sardenya de 1969 per primer cop, escó que va mantenir fins al 1987. Fou cap del seu grup parlamentari al Consell Regional de Sardenya, assessor d'higiene i sanitat (1970-1980) i president de Sardenya el 1982-1984.
Encara fou escollit novament diputat el 1992, però el 1994 deixà la DCI per a presentar-se al col·legi de Tortolì amb la llista cívica Patto per l'Ogliastra, però la seva campanya electoral fou interrompuda per un requeriment judicial per estafa a la Unió Europea en cursos professionals i per compra de vots. Per aquest motiu va passar trenta dies a la presó. Un cop rehabilitat, va donar suport l'UDR de Mario Floris, que deixà després per fundar els Demòcrates Cristians Sards. Recentment s'ha adherit a Popolari-UDEUR de Clemente Mastella.
| Precedit per: Mario Melis | President de Sardenya 1982 - 1984 | Succeït per: Mario Melis |